# Aloe eminens
Aloe eminens là một loài thực vật]] thuộc họ Aloaceae. Đây là loài đặc hữu của Somalia, và hiện đang bị đe dọa vì mất môi trường sống.